# Luigi Grecchi
Luigi Grecchi (Milano, 10 settembre 1923 – Ventimiglia, 2001) è stato un fumettista italiano sceneggiatore di numerose serie di successo pubblicate sui settimanali Intrepido e Il Monello.

## Biografia
Negli anni trenta iniziò a scrivere sulla rivista Confidenze passando, nei primi anni quaranta, a collaborare come sceneggiatore di storie a fumetti pubblicate dalla Edital e dalla Taurinia grazie allo sceneggiatore Sandro Cassone; la collaborazione con la Taurinia continua nel secondo dopoguerra mentre, per la Ventura Editore, scrive sceneggiature per la serie a fumetti Serie K e inizia una lunga collaborazione con la Editrice Universo pubblicando sul periodico Grand Hotel spesso con il disegnatore Walter Molino, e sulle riviste di fumetti Intrepido e Il Monello per le quali crea numerose serie di successo come Chiomadoro, Roland Eagle e Narcisio Putiferio, disegnati da Ferdinando Corbella, Forza John, Rocky Rider, Fiordistella, Junior e Atlas e Dave Devil; molte di queste serie vennero poi scritte anche da altri autori su suoi soggetti. Inizia quindi a collaborare anche per editori francesi come Sagéditions per il quale crea nel 1957 Il cavaliere sconosciuto, disegnato da Carlo Raffaele Marcello.
Interrotta la collaborazione con la Universo, nel 1963 si trasferì in Messico e poi in Francia dove, nel 1967, scrisse sceneggiature per la serie Rin Tin Tin edita dalla Sagéditions e che verranno poi pubblicate anche in Italia dalla Editrice Cenisio, e crea anche nuove serie come Kid Roy e Lone Wolf pubblicate in Italia dalla Universo.
Negli anni settanta crea altre serie come Baby Bang e I due dell'Apocalisse disegnate da Fernando Fusco e da Gino Pallotti; per l'Editoriale Corno realizza nel 1975 la serie Clyto nel paese dei sogni colorati pubblicata sul mensile Eureka che venne poi raccolto in un volume nel 1977.
Negli anni ottanta lavora ancora per Il Monello, pubblicando nel 1981 la serie Yury Thunderbolt e, nel 1987, alcuni episodi della serie Mister No della Sergio Bonelli Editore ma per il resto abbandona l'attività di fumettista dedicandosi alla divulgazione scientifica.
Muore a Ventimiglia nel 2001.